# Лисицын, Всеволод Николаевич
Всеволод Николаевич Лисицын (21 октября 1925 — 26 марта 2018) — химик-органик, доктор химических наук (1974), профессор МХТИ (1977).

## Биография
Всеволод Николаевич Лисицын родился 21 октября 1925 году в городе Тюмень. Во время Второй мировой войны, в январе 1943 года, он был призван в Красную Армию и направлен в Краснознаменное кавалерийское училище имени Первой конной армии, которое окончил в 1944 году. Проходил службу в Запасном офицерском кавалерийском полку, с которым принимал участие в ликвидации «бендеровских банд» на территории западной Украины.
После демобилизации, в 1946 году, поступил на органический факультет Московского химико-технологического института имени Д. И. Менделеева — окончил в 1951. В 1954 году защитил кандидатскую диссертацию, а в 1974 — докторскую диссертацию по теме «Исследования реакций каталитического нуклеофильного замещения галогена в ароматических галогенкарбоновых кислотах». В 1977 году Лисицын стал профессором.

## Награды
- орден Отечественной воины II степени
- медаль «За Победу в Великой Отечественной войне 1941-45 гг.»
- юбилейную медаль «За доблестный труд. В ознаменование 100-летия со дня рождения В. И. Ленина»
- медаль ордена «За заслуги перед Отчеством» II степени (1996)
- медаль «Ветеран труда» (1986)
- медаль Жукова (1996)
- медаль «В память 850-летия Москвы» (1997)
- В 1999 году Лисицыну было присвоено звание «Почетный профессор» университета

## Работы
Всеволод Николаевич Лисицын являлся автором более 175 публикаций и имел 14 авторских свидетельств:
Книги
- «Химия и технология промежуточных продуктов», 1987[4][5]
- «Химия и технология ароматических соединений. Учебное пособие. Гриф УМО МО РФ», 2014 г., ISBN 978-5-905170-61-4
- Страницы истории кафедры технологии тонкого органического синтеза и химии красителей Российского химико-технологического университета им. Д. И. Менделеева / В. Н. Лисицын; М-во образования Рос. Федерации, Рос. хим.-технол. ун-т им. Д. И. Менделеева. — М. : РХТУ им. Д. И. Менделеева, 2004. — 72 с. : ил., портр.; 20 см; ISBN 5-7237-0454-0

Статьи
- V N Lisitsyn, L A Didenko Russ. J. Org. Chem. = Zh. Org. Khim. 2 1063 (1966)
  - ЛисицинВ. Н., Диденко Л. А. Ж.орг.химии, 1966, т. 2, с. 1063—1067.
- V N Lisitsyn, L A Didenko Russ. J. Org. Chem. = Zh. Org. Khim. 3 103 (1967)
- V N Lisitsyn, L A Didenko, V G Dashevskii Russ. J. Org. Chem. = Zh. Org. Khim. 4 1086 (1968)
  - цит. в: O. Chalvet, H. H. Jaffe, and Ernesto De la Serna. The pK's of the naphthoic acids in the first excited singlet state (англ.) // The Journal of Physical Chemistry. — 1975. — November (vol. 79, iss. 23). — P. 2543–2544. — doi:10.1021/j100590a019.
- V G Dashevskii, R L Avoyan, L A Didenko, V N Lisitsyn Russ. J. Org. Chem. = Zh. Org. Khim. 4 891 (1968)
  - Дашевский В. Г., Авоян P.Л., Диденко Л. А., Лисицын В. Н. Реакционная способность и конформации. ЖОрХ, 1968, т. 4, вып. 5, с. 891—896.
  - цит. в: K. Sekigawa. A theoretical analysis of the conformations of monosubstituted naphthalenes (англ.) // Tetrahedron. — 1970. — January (vol. 26, iss. 23). — P. 5395–5405. — ISSN 0040-4020. — doi:10.1016/s0040-4020(01)98750-2.
- V N Lisitsyn, L A Didenko Russ. J. Org. Chem. = Zh. Org. Khim. 5 478 (1969)
- V N Lisitsyn, V A Shul’chishin Russ. J. Org. Chem. = Zh. Org. Khim. 6 325 (1970)
- V N Lisitsyn, V A Shul’chishin Russ. J. Org. Chem. = Zh. Org. Khim. 7 2186 (1971)
- Лисицын В. Н., Луговская Е. К. Ж. орг. химии, 1977, т. 13, № 3, с. 617—620.
- V N Lisitsin, G V Orlova Izv. Vyssh. Uchebn. Zaved., Khim. Khim. Tekhnol. 24 33 (1981)
- V N Lisitsin, G V Orlova Izv. Vyssh. Uchebn. Zaved., Khim. Khim. Tekhnol. 24 280 (1981)
- V N Lisitsin, G V Orlova Izv. Vyssh. Uchebn. Zaved., Khim. Khim. Tekhnol. 24 541 (1981)
- Zhurnal Strukturnoi Khimii, Vol. 10, No. 3, p. 562, May-June, 1969.
  - V. N. Lisitsyn, V. G. Dashevskii, R. L. Avoyan. Structural characteristics and reactivity of some halonaphthoic acids (англ.) // Journal of Structural Chemistry. — 1969. — May (vol. 10, iss. 3). — P. 476. — ISSN 1573-8779. — doi:10.1007/BF00746756.